# NGC 2885
NGC 2885 (другие обозначения — IC 538, UGC 5037, MCG 4-22-58, ZWG 121.98, PGC 26811) — линзовидная галактика или спиральная раннего типа в созвездии Льва. Открыта Джоном Гершелем в 1827 году.
Скорее всего, галактика состоит в паре с PGC 26820. Вблизи этих галактик на небе также расположены IC 2474 и PGC 26816, но они с большой вероятностью являются фоновыми объектами. NGC 2885 является источником рентгеновского излучения: один источник расположен в центре галактики и разрешить его не удаётся, а другой — к югу от неё, причём последний не виден в оптическом диапазоне. Оба источника проявляют переменность. Галактика является сейфертовской типа 1.
Этот объект входит в число перечисленных в оригинальной редакции «Нового общего каталога». В 1890 году галактику наблюдал Гийом Бигурдан, не сопоставив её с открытым Гершелем объектом. Его открытие вошло в Индекс-каталог как IC 538.